# Угрин, Душан
Ду́шан У́грин (чеш. Dušan Uhrin; родился 5 февраля 1943, Нова-Вес-над-Житавоу, Словакия) — чешский футбольный тренер, в прошлом — чехословацкий футболист. Под его руководством на Чемпионате Европы по футболу 1996 года в Англии сборная Чехии получила серебряные медали. С 2006 года тренировал грузинский клуб «Динамо» Тбилиси. Последним местом работы тренера был братиславский «Слован».
Сын — Душан Угрин-младший, футболист и футбольный тренер.

## Биография
Родился в деревне Нова-Вес-Над-Житавоу вблизи Нитры в Словакии, но в 16-летнем возрасте переехал в Прагу. Как игрок он выступал лишь за клубы второй чехословацкой лиги — пражские «Адмиру» (1959—1964) и «Аритму» (1965—1969) и «Славию» из Карловых Вар (1964—1965) — и как футболист широкой известности не добился.
Тренерскую карьеру начал в 1969 году, когда возглавил юношескую команду своего бывшего клуба «Адмира», а уже с 1974 года он начал тренировать основной состав. На протяжении сезона 1976/77 он возглавлял пражскую «Спарту», которая в то время как-раз вышла в первую лигу, но задержался там лишь на несколько месяцев. В сезоне 1977/78 он тренировал алжирский клуб «Белькур», с которым выиграл Кубок Алжира. В сезоне 1978/79 работал тренером клуба второй чехословацкой лиги «Колин», в следующем сезоне — «Спартака» из Градеца-Кралове. С 1981 по 1983 годы он снова возглавлял пражскую «Спарту». На протяжении следующих четырёх лет он тренировал чехословацкий армейской клуб «Хеб», и эти годы стали одним из наиболее успешных периодов в истории команды. В сезоне 1987/88 он работал в пражском клубе «Богемианс», после чего уехал на Кипр, где в сезоне 1988/89 тренировал местный АЕЛ из Лимасола. В 1989 году Угрин вернулся в клуба «Хеб», который тренировал следующие полтора года, после чего в третий раз в своей карьере возглавил пражскую «Спарту». С «Спартой» он дважды становился чемпионом страны и один раз выигрывал Кубок Чехословакии.
В 1994 году он был назначен тренером сборной Чехии, которую возглавлял до 1997 года. Его наивысшем достижением на этой должности стали серебряные медали Чемпионата Европы 1996 года в Англии. Под его руководством сборная сыграла 48 официальных матчей, из которых в 27 победила и 10 завершила вничью.
После своей отставки Угрин уехал за границу и в последующие годы тренировал сначала клуб «Аль-Наср» из Объединенных Арабских Эмиратов, а после — израильский «Маккаби» из Хайфы, а с ноября 1999 по март 2001 года — национальную сборную Кувейта. В 2001 году он вернулся в Чехию, где возглавил клуб «Теплице», но из-за отсутствия успехов был уволен после тринадцати неудачных игр. С июня по ноябрь 2002 года он тренировал шведский клуб АИК, который спас от вылета в низший дивизион. Вследствие перенапряжения в конце сезона он был вынужден попросить отставки, несмотря на текущий контракт. В сезоне 2002/03 он вторично оказался на Кипре, на этот раз возглавив АПОЭЛ из Никосии, но через несколько месяцев подал в отставку, решив завершить свою тренерскую карьеру.
В 2006 году Душан Угрин вернулся к тренерской работе, подписав контракт с грузинским клубом «Динамо» Тбилиси.

## Достижения
- Серебряный призёр Чемпионата Европы: 1996